# Emauzy (biblické místo)

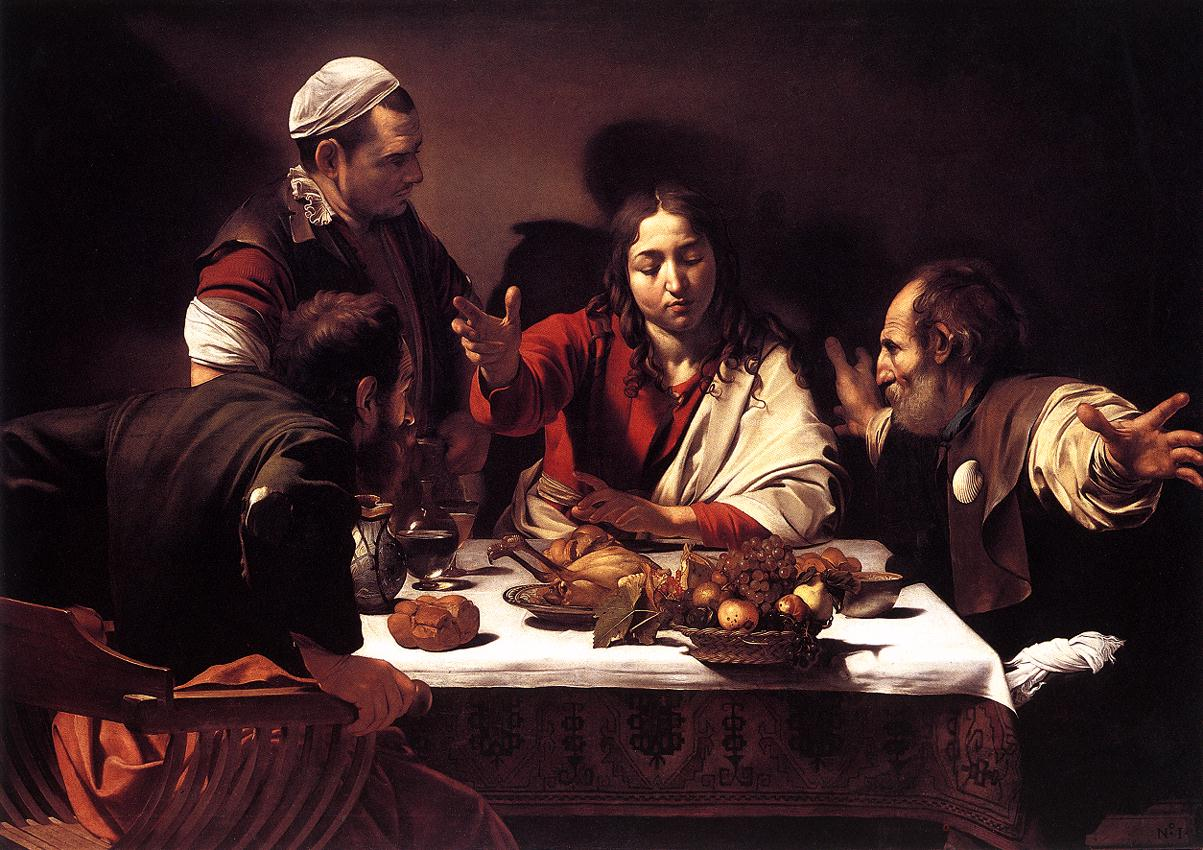
Večeře u Emmaus od Caravaggia, 1601

Emauzy je místo zmiňované v příběhu o setkání na cestě do Emauz v Novém Zákoně, odkud pocházel Ježíšův příbuzný a učedník Kleofáš. Podle Lukášova evangelia se Ježíš po svém zmrtvýchvstání přidal k učedníkům, kteří se zklamaní navraceli z Jeruzaléma domů. Rozmlouval s nimi a následně se jim v Kleofášově domě dal poznat při lámání chleba.
Téma bylo oblíbeným námětem obrazů v křesťanském umění a také se podle něho nazývá Emauzský klášter v Praze založený Karlem IV. pro benediktiny slovanské liturgie.

## Pojmenování
Název Emauzy pochází původně ze starohebrejského výrazu „Chammat“ (חמת), popř. „Chamta“ (חמתא), znamenající „horký pramen“ (pod tímto označením jsou Emauzy zmíněny v midraši Zuta k Písni Písní 6,8 a v midraši Rabba k Jeremiášovu Pláči 1,45). Tento místní název byl během 2. stol. př. n. l. helenizován a ve starožidovské literatuře psané řecky i hebrejsky se objevuje v následujících formách: Ammaus, Ammaum, Emmaus, Emmaum, Maus, Amus aj. (Άμμαούμ, Άμμαούς, Έμμαούμ, Έμμαούς, אמאוס, אמאום, עמאוס, עמאום, עמוס, מאום, אמהום…)

## Možné lokalizace
Lokalit nazývaných Emauzy je ve Svaté zemi více, a již v byzantském období nebylo jasné, které z nich odpovídají Lukášovu místu. Dnes se jedná o následující lokality:
- Emauzy (Nikopolis) poblíž Latrunu,
- Moca (6 km od Jeruzaléma),
- Al-Kubajba (11 km od Jeruzaléma, „františkánské Emauzy“ s kostelem svatého Kleofáše),
- Abú Ghoš (12 km od Jeruzaléma).

Zatím není možné definitivně rozhodnout, která z lokalit je ztotožnitelná s Emauzy Lukášova příběhu.